# Antonio Spallino
Antonio Spallino (Como, 1 de abril de 1925-Carimate, 27 de septiembre de 2017) fue un deportista italiano que compitió en esgrima, especialista en las modalidades de florete y espada.
Participó en dos Juegos Olímpicos de Verano en los años 1952 y 1956, obteniendo en total tres medallas, plata en Helsinki 1952 y oro y bronce en Melbourne 1956. Ganó seis medallas en el Campeonato Mundial de Esgrima entre los años 1949 y 1958.

## Palmarés internacional
| Juegos Olímpicos   | Juegos Olímpicos            | Juegos Olímpicos  | Juegos Olímpicos    |
| Año                | Lugar                       | Medalla           | Prueba              |
| ------------------ | --------------------------- | ----------------- | ------------------- |
| 1952               | Helsinki (Finlandia)        | Medalla de plata  | Florete por equipos |
| 1956               | Melbourne (Australia)       | Medalla de oro    | Florete por equipos |
| 1956               | Melbourne (Australia)       | Medalla de bronce | Florete individual  |
| Campeonato Mundial |                             |                   |                     |
| Año                | Lugar                       | Medalla           | Prueba              |
| 1949               | El Cairo (Egipto)           | Medalla de oro    | Espada por equipos  |
| 1953               | Bruselas (Bélgica)          | Medalla de plata  | Florete por equipos |
| 1954               | Luxemburgo (Luxemburgo)     | Medalla de oro    | Florete por equipos |
| 1955               | Roma (Italia)               | Medalla de oro    | Florete por equipos |
| 1957               | París (Francia)             | Medalla de bronce | Florete por equipos |
| 1958               | Filadelfia (Estados Unidos) | Medalla de bronce | Florete por equipos |